# Museo Casa Roig
El Museo Casa Roig es una histórica casa museo y galería situada en Humacao, Puerto Rico. Fue construida en 1920 como residencia del plantador de azúcar de ascendencia catalana Antonio Roig Torrellas (1860-1933), y diseñada por el arquitecto checo residente en Puerto Rico Antonin Nechodoma (1877-1928). La casa Roig fue construida siguiendo el estilo de la pradera (Prairie School). Tiene una planta en forma de cruz con dos pisos y un sótano. Está hecha con madera y decorada con vitrales y mosaicos. El diseño sigue el estilo de la pradera del arquitecto Louis Sullivan y, especialmente, el del arquitecto estadounidense Frank Lloyd Wright (1867-1959).
Fue habitada hasta 1956, cuando se cerró. El 13 de agosto de 1977 los herederos de Antonio Roig donaron la residencia en la Universidad de Puerto Rico en Humacao, quien la restauró y abrió como museo regional en 1989. La restauración fue llevada a cabo por los arquitectos Otto Reyes y Tom Marvel en un periodo de 10 años. Es considerada como una de las mejores obras de Nechodoma, y la única estructura residencial que aún queda al completo.
La casa fue listada en los Registro Nacional de Lugares Históricos en 1977.